# 小行星6358
小行星6358（6358 Chertok）是一颗绕太阳运转的小行星，为主小行星带小行星。该小行星于1977年1月13日发现。

## 轨道参数
小行星6358的轨道半长轴为2.6140530 UA，离心率为0.161。